# Henri-Fernand Dentz
Henri-Fernand Dentz, francoski general, * 1881, † 1945.